# حصار شوشتر
شوشتر شهری است کهن که قدمت آن به بلندای تاریخ است. شهری که از ابتدای شکل‌گیری به صورت «شهر» بوده‌است. در قدیم شهرها را به شکل حیوانات می‌ساختند، چنان‌که «شهر شوش به شکل باز و محیط شهر شوشتر به شکل اسب و محیط شهر اهواز به شکل ضلع شطرنج است»(۱) حصار شهرهای تاریخی حوادث بسیاری را به یاد دارند. حصار شوشتر می‌تواند یادگاری از حمله اعراب به ایران و جنگ شوشتر، حمله مغول، فتنه‌های مشعشعیان، جنگ‌های خزعل و بسیاری حوادث تاریخی دیگر باشد. قسمتی از این حصار هم‌اکنون در کنار پل بند لشکر شوشتر وجود دارد که قابل مشاهده است.
مستوفی در نزهة القلوب می‌گوید: که شوشتر را شش دروازه است از این رو برخی اصل واژه شوشتر را ششدر احتمال داده‌اند. آن بدین دلیل بوده که این شهر دارای شش دروازه بوده که عبارت‌اند از:
- دروازه ماپاریان
- دروازه دسبول
- دروازه آدینه
- دروازه لشکر
- دروازه مقام علی
- دروازه گرگر